# Vergelende netspoorrussula
De vergelende netspoorrussula (Russula elegans) is een paddenstoel uit de familie Russulaceae. Hij komt op klein en humusarme grond bij loofbomen. Hij vormt mycorrhiza met populier.

## Kenmerken

### Uiterlijke kenmerken
Hoed
De hoed heeft een diameter van 4–10 cm. De vorm blijft lange tijd halfrond tot bol. Het is vrij dik van vruchtvlees en gekruld aan de hoedrand. Het komt pas laat tevoorschijn en wordt dan enigszins ingezakt naarmate het ouder wordt. De hoed kan verschillende tinten rood hebben. Het is vaak helderrood. Maar het kan ook roze of oranje van kleur zijn of, zeldzamer, roodbruin of abrikoosgeel. Typerend voor hem is dat zijn hoed merkbaar roestig wordt naarmate hij ouder wordt. De rand van de hoed is langdurig stomp en glad. De opperhuid is kaal, enigszins vettig als deze nat is en kan alleen aan de rand worden afgepeld.
Lamellen
De lamellen blijven lang bleek, maar hebben aan de binnenkant een citroen- of oranjegele reflectie. Als ze rijp zijn, zijn ze heldergeel oker van kleur en soms rood aan de randen. Ze zijn 5-14 mm hoog, afgerond aan het uiteinde, gedeeltelijk gevorkt en staan erg dicht op elkaar tot tamelijk ver weg. Ze zijn wat roestig door de jaren heen.
Steel
De steel is 3-8 cm lang en 1-2 cm, zelfs tot 3 cm dik. Het is hard, vaak kort en gedrongen. De kleur is overwegend wit en soms paars of roze. In gewonde gebieden wordt het geelgevlekt en wordt het oker naarmate het ouder wordt.
Geur en smaak
Het vruchtvlees is witachtig tot bleek crème-oker, vaak roestbruin als het oud is. De smaak wordt na korte tijd scherp, maar niet zo scherp als de nauw verwante Russula badia. Het vruchtvlees ruikt fruitig of naar potloodhout.
Sporenprint
De sporenprint is dooiergeel (IVc-IVd volgens Romagnesi).

### Microscopische kenmerken
De breed elliptische tot bijna bolvormige sporen zijn zeer variabel. Ze zijn 7-10 (-11,5) µm lang en 7-8 (-9) µm breed en hebben een pustuleuze tot wratachtige ornamentatie. Uit de 0,5-1,5 µm hoge wratten ontstaan fijne, lijnachtige verbindingslijnen, maar deze zijn zelden en slechts af en toe in een netwerk met elkaar verbonden. De basidia zijn 38-57 µm lang en 11,5-13 µm breed en hebben vier 6-8,5 µm lange sterigmata. De cilindrische, meestal stompe of gedeeltelijk appendiculaire pleurocystidia zijn 80-115 µm lang en 8-13,5 (17) µm breed en reageren met sulfovanilline.
De hoedhuid bevat talrijke, 6-12 µm brede, meestal cilindrische, smallobbige of spoelvormige pileocystidia. De hoedhyfen zijn cilindrisch of puntig, bevatten vacuole maar geen membraanpigmenten.

## Ecologie
De vergelende netspoorrussula is, zoals alle russula's, een mycorrhiza-schimmel die een symbiose kan vormen met verschillende loofbomen. De meest voorkomende symbiotische partner is de eik, gevolgd door de Europese beuk. De haagbeuken, lindebomen en andere loofbomen kunnen soms ook als gastheer dienen. Hij is te vinden in loofbossen meestal op het zuiden gerichte bosranden, aan bosranden en overgangen naar alkalirijke halfdroge graslanden en in parken. De schimmel geeft de voorkeur aan ondiepe, zomerdroge, zonnige, snel opwarmende mull- en bruine klei-rendzines boven kalk, en pararendzines boven kalkzanden en kalkmergels. De russula is te vinden van juni tot begin oktober, vooral in heuvelachtige en lagere berggebieden.

## Verspreiding

Europese verspreiding

De russula komt voor in Noord-Amerika (VS), Noord-Azië (Rusland, Verre Oosten), Noord-Afrika (Marokko, Algerije) en in Europa.
In Nederland komt hij vrij zeldzaam voor. Hij staat op de rode lijst in de categorie 'bedreigd'.